# Physocephala frontalis
Physocephala frontalis är en tvåvingeart som beskrevs av Szilady 1926. Physocephala frontalis ingår i släktet Physocephala och familjen stekelflugor. Inga underarter finns listade i Catalogue of Life.